# Андриевский, Афанасий Михайлович
Афана́сий (Пана́с) Миха́йлович Андрие́вский (укр. Опанас Михайлович Андрієвський; 1878, Уманский уезд, Киевская губерния — 16 мая 1955, Шпитталь-ан-дер-Драу, Каринтия) — украинский государственный и политический деятель.

## Биография
Афанасий Андриевский родился в 1878 году в Уманском уезде Киевской губернии.
В 1906 году окончил Демидовский юридический лицей в Ярославле. После окончания лицея некоторое время занимался научной работой, впоследствии — адвокатской практикой в Киеве. Был мировым судьёй.
Принимал участие в украинском национальном движении. Вместе с Юрием Коллардом, Дмитрием Антоновичем, Михаилом Русовым, Бонифатием Каминским, Александром Коваленко и другими стал соучредителем Революционной украинской партии.
С декабря 1917 года — член Украинской партии социалистов-самостийников. 14 ноября 1918 года вместе с Владимиром Винниченко, Фёдором Швецом, Симоном Петлюрой, Андреем Макаренко вошёл в состав Директории Украинской Народной Республики. Поддерживал позицию Симона Петлюры, направленную на бескомпромиссную борьбу против большевиков и поиск путей заключения союзного договора с Антантой.
В конце апреля 1919 года поддержал совместно с ведущими членами Украинской партии социалистов-самостийников попытку государственного переворота, которую возглавил генерал Владимир Оскилко. Мятежники требовали назначить Евгения Петрушевича временным президентом Украины до созыва Учредительного собрания: передать всю полноту военной власти командующему Украинской Галицкой Армии генералу Михаилу Емельяновичу-Павленко, отстранить от руководства военными делами Симона Петлюру и Андрея Макаренко и других деятелей, которых они считали ответственными за поражения украинского войска, создать коалиционное правительство из представителей Западной Области Украинськой Народной Республики и Украинской Народной Республики. После бескровной ликвидации этого восстания 4 мая 1919 года Андриевский вышел из состава Директории УНР (постановление Директории о выбытии от 13 мая 1919 года). В июне 1919 года выступал против ареста и казни Петра Болбочана, который критиковал правительство УНР за пассивность и сотрудничество с большевиками.
После поражения украинской национально-освободительной борьбы 1917—1921 годов жил в Чехословакии. В 1920-х годах входил в состав эмигрантских политических организаций — Всеукраинской национальной рады, Украинского центрального комитета и других, вёл переговоры с советскими дипломатами. В 1928—1929 годах вместе с Андреем Макаренко и Фёдором Швецом организовал Украинскую национальную раду за рубежом, которая, по их мнению, должна была стать центром надднепрянских украинцев в эмиграции. В 1924—1937 годах был профессором Украинского свободного университета в Праге, в 1935—1937 годах — деканом его юридического факультета.
В 1937 году уехал в Австрию, где и умер в 1955 году.